# Thụ đắc ngôn ngữ
Thụ đắc ngôn ngữ là quá trình con người lĩnh hội khả năng nhận thức và thông hiểu ngôn ngữ, cũng như khả năng sản xuất và vận dụng câu từ để giao tiếp.
Thuật ngữ thụ đắc ngôn ngữ thường được dùng để chỉ quá trình thụ đắc ngôn ngữ đầu tiên hay tiếng mẹ đẻ, bất kể khẩu ngữ hay thủ ngữ. Song nó cũng có thể chỉ quá trình thụ đắc song ngữ đầu tiên (BFLA), tức quá trình mà một trẻ sơ sinh thụ đắc đồng thời hai ngôn ngữ mẹ đẻ. Chú ý rằng quá trình này khác với quá trình học tập ngôn ngữ thứ hai, tức quá trình một người (cả trẻ em lẫn người lớn) chủ động tiếp thu các ngôn ngữ bổ sung.  Thụ đắc ngôn ngữ là một trong những đặc trưng cực kỳ độc đáo của con người.